# Hérold Goulon
Darryl Hérold Goulon (* 12. Juni 1988 in Paris) ist ein französischer ehemaliger Fußballspieler auf der Position eines Mittelfeldspielers.

## Karriere
Nach Jugendjahren in Pariser Fußballvereinen wurde Goulon 2002 zum Besuch des INF Clairefontaine, dem Leistungszentrum des französischen Fußballverbandes, ausgewählt. 2004 wechselte er zur Jugend des französischen Meisters Olympique Lyon, bis er 2006 einen Vertrag beim FC Middlesbrough in der englischen Premier League erhielt, wo er große Erwartungen weckte. Dort spielte er jedoch nur in der Reservemannschaft.
In der Winterpause zu Beginn des Jahres 2009 wechselte er zurück nach Frankreich, zum FC Le Mans in die Ligue 1. Dort schaffte er es im Laufe der Rückrunde in die Stammelf und bestritt in der Folgesaison 26 Ligaspiele. 2010 brachte einen privaten und beruflichen Einbruch: Im Frühjahr wurde er wegen Körperverletzung und Beleidigung seiner Freundin zu einer Geldstrafe und acht Monaten Gefängnis auf Bewährung verurteilt. Am Ende der Saison stieg sein Verein ab und Goulon verzichtete auf eine Vertragsverlängerung.
Es erwies sich als nicht so einfach, einen neuen Verein zu finden – erst im Oktober des Jahres wurde er von den Blackburn Rovers in der englischen Premier League nachverpflichtet. Dort kam er in der Saison 2010/11 nur zu vier Kurzeinsätzen. Am Ende der Saison wurde ihm ein Wechsel nahegelegt. Nach längerem Probetraining im Sommer 2011 entschied sich der 1. FC Köln gegen seine Verpflichtung. Goulon spielte danach nur noch in der Reservistenliga für Blackburn. Im Herbst 2011 erfolgte eine kurzfristige Ausleihe zum englischen Zweitligisten Doncaster Rovers.
Nach Auslaufen seines Vertrages wurde Goulon nach Ende der Saison 2011/12 erneut vereinslos, dieses Mal für ein ganzes Jahr. Zu Beginn der Saison 2013/14 wurde er beim polnischen Erstligisten Zawisza Bydgoszcz unter Vertrag genommen. Anfang 2015 wechselte er in die zypriotische Liga zu Omonia Nikosia, Anfang 2016 in die erste rumänische Liga zum FC Viitorul Constanța. Im weiteren Verlauf seiner Karriere spielte er für verschiedene zypriotische (2017–19) und malaysische (2019–23) Vereine.

## Erfolge
Zawisza Bydgoszcz
- Puchar Polski

Sieger: 2014
Pahang FA
- Malaysia Super League

Vizemeister: 2019